# Artemisia macilenta
Artemisia macilenta là một loài thực vật có hoa trong họ Cúc. Loài này được (Maxim.) Krasch. mô tả khoa học đầu tiên năm 1946.